# Spiraxidae
Spiraxidae är en familj av snäckor. Spiraxidae ingår i ordningen landlungsnäckor, klassen snäckor, fylumet blötdjur och riket djur. Enligt Catalogue of Life omfattar familjen Spiraxidae 4 arter.
Kladogram enligt Catalogue of Life:
| Spiraxidae | \| \| Euglandina \| \| \| \| \| \| Pseudosubulina \| \| \| \| |
|            | \| \| Euglandina \| \| \| \| \| \| Pseudosubulina \| \| \| \| |
|            | Euglandina                                                    |
|            |                                                               |
|            | Pseudosubulina                                                |
|            |                                                               |